# 瓜拉约斯县
瓜拉約斯县（西班牙語：Provincia Guarayos），是玻利維亞的县份，位於該國東部，屬於聖克魯斯省的一部分，县府設於阿森松德瓜拉約斯，面積20,293平方公里，2001年人口31,577，人口密度每平方公里0.9人。